# Capraia Isola
Capraia Isola es una localidad italiana de la provincia de Livorno, región de Toscana, con 387 habitantes.

Ubicación de la ciudad de Capraia Isola dentro de la provincia de Livorno.